# Vejlby Sogn (Norddjurs Kommune, tidligere Grenaa Kommune)
 For alternative betydninger, se Vejlby Sogn. (Se også artikler, som begynder med Vejlby Sogn)
Vejlby Sogn er et sogn i Norddjurs Provsti (Århus Stift).
I 1800-tallet var Homå Sogn anneks til Vejlby Sogn. Vejlby-Homå blev en sognekommune, som senere blev slået sammen med Ålsø-Hoed. Alle 4 sogne hørte til Djurs Sønder Herred i Randers Amt. De udgjorde sognekommunen Ålsø-Vejlby, der ved kommunalreformen i 1970 blev indlemmet i Grenaa Kommune, som ved strukturreformen i 2007 indgik i Norddjurs Kommune.
I Vejlby Sogn ligger Vejlby Kirke.
Man kender Vejlby Sogn fra Steen Steensen Blichers roman Præsten i Vejlbye.
I sognet findes følgende autoriserede stednavne:
- Dalsgårde (bebyggelse)
- Kolindsund (areal, ejerlav)
- Næsby (bebyggelse)
- Revn (bebyggelse, ejerlav)
- Tolstrup (bebyggelse, ejerlav)
- Vejlby (bebyggelse, ejerlav)
- Østre Maskine (bebyggelse)